# Pedro Rabassa
Pedro Rabassa (en catalán, Pere Rabassa) (Barcelona, 21 de septiembre del 1683 – Sevilla, 1767), fue un compositor y teórico de la música español.

## Entorno familiar, nacimiento y formación musical en Barcelona
Pedro Rabassa fue bautizado en la iglesia de Santa María del Mar de Barcelona el 21 de septiembre de 1683 y recibió de su tío Ramón Rabassa sus primeras lecciones musicales. Probablemente perteneció a un linaje de músicos amplio e interesante que se remontaría, al menos, hasta el siglo XVI y cuya existencia está documentada hasta la primera mitad del siglo XIX. Entre los once músicos apellidados Rabassa localizados se encuentran organeros, organistas, maestros de capilla y cantores que trabajaron en un amplio marco geográfico, que incluyó desde localidades periféricas (Gerona, Zafra y Cádiz), hasta algunos de las instituciones musicales más importantes en la España de la época (catedrales de Barcelona, Valencia y Sevilla y Capilla Real de Madrid).
El joven Pedro Rabassa ingresó en la capilla de música de la catedral de Barcelona en 1697 como niño tiple (1697-1700) y posteriormente ejerció como arpista y maestro de canto (1700?-1713). Durante estos años debió formarse con el maestro de capilla catedralicio Joan Barter, jubilado en diciembre de 1696 y fallecido en 1706, y sobre todo con su célebre sucesor Francesc Valls, del que Pere Rabassa se convirtió en brazo derecho
Durante la juventud de Pedro Rabassa tuvieron lugar en Barcelona interesantes acontecimientos, tanto en el terreno político como en el musical. En los primeros años del siglo XVIII la ciudad barcelonesa fue una plaza importante que se disputaron los dos contendientes en la guerra de Sucesión, el archiduque Carlos de Austria y Felipe V de Anjou. El archiduque Carlos estableció allí su Corte desde octubre de 1705 hasta marzo de 1713 y a partir de 1708 contó con una nutrida capilla de músicos procedentes de Viena que llevó entre su séquito su esposa Elisabeth Cristina Wolfenbüttel. Probablemente, la plantilla instrumental, especialmente la de cuerda, sería reforzada con músicos locales, ya que de otra manera no hubiera sido posible cubrir las numerosas funciones musicales de la corte del archiduque en Barcelona. También es posible suponer que la plantilla vocal pudo ser reforzada por cantores de la catedral barcelonesa, entre los cuales se encontraba Pedro Rabassa. Durante los años en que la corte del archiduque estuvo en Barcelona tuvieron lugar numerosas representaciones de ópera italianas y varios músicos italianos acudieron a la ciudad, entre ellos Giuseppe Porsile, Emanuele d'Astorga, Antonio Bononcini y Francesco Scarlatti, hermano del eminente Alessandro.
Las victorias del archiduque Carlos durante la guerra de Sucesión se celebraron con eventos musicales en Barcelona. Cabe destacar que tras la victoria sobre las tropas de Felipe V en Almenara (Castellón) el 27 de julio de 1710, “los grandes maestros catalanes de momento se prepararon para el evento y Valls, Serra, Gas y Rabassa, compusieron obras para la ocasión”. Concretamente, Pedro Rabassa compuso el tono Elissa, gran Reyna, que se interpretó ese año en el Palau de Barcelona ante Elisabeth Cristina Wolfenbüttel y fue muy apreciado entre sus contemporáneos. Además, el hecho de que fuera Pedro Rabassa y no un músico italiano el compositor otorga más importancia a su figura.
La participación activa de Pedro Rabassa en la vida musical cortesana de Barcelona a comienzos del siglo XVIII supuso su primer contacto con una corte real. Posteriormente este músico compuso obras que se interpretaron ante la familia real del vencedor tras la guerra de Sucesión, Felipe V, en su paso por Valencia en 1719 y durante su estancia en Sevilla desde 1729 hasta 1733.

## Los magisterios de capilla de Pedro Rabassa
Pedro Rabassa tomó posesión del magisterio de capilla de la catedral de Vic (Barcelona) el 16 de marzo de 1713. Precisamente dos días después de la firma de la paz de Utrecht por la que se ponía fin oficial a la guerra de Sucesión y tres días antes de que la mujer del archiduque Carlos y muchas personas de la nobleza, burguesía y clero, abandonaran Barcelona como muestra definitiva de su pérdida y renuncia al trono español. Por tanto, parece evidente su estrecha vinculación con el bando austracista, caso frecuente entre los barceloneses durante la guerra de Sucesión. El nombramiento de Pedro Rabassa en Vic se hizo sin necesidad de concurso-oposición debido a los excelentes informes recopilados por el Cabildo. En estos informes se comentó que él era la persona más capacitada para el puesto debido a su gran habilidad en la composición, abalada por el hecho de que había sido el ayudante de Francisco Valls en la catedral de Barcelona y había compuesto mucha música para las funciones catedralicias y también se resaltó su elevada consideración, ya que había tenido ofertas para ir a ocupar el magisterio de capilla en la Seo de Urgell, en Gerona y en el Palau de Barcelona. Probablemente fue en su año en Vic donde Pedro Rabassa se ordenó sacerdote porque ya lo era a su llegada a Valencia.
En la catedral de Valencia el puesto de maestro de capilla estuvo vacante durante ocho años tras el fallecimiento de Antonio Teodoro Ortells en 1706. El Cabildo valenciano acordó proveer de nuevo la plaza el 22 de septiembre de 1713 mediante oposiciones y nombró como tribunal a los maestros Isidro Escorihuela, de la iglesia Colegial de Alicante; Crisanto Jacinto Escobar, de la Catedral de Teruel; y Onofre Guinovart, de la iglesia de Onteniente (Valencia). Este último no pudo asistir por enfermedad, y fue sustituido por Francisco Hernández [Plà], del Monasterio de la Encarnación de Madrid. Como resultado de la oposición, Pedro Rabassa fue nombrado maestro de capilla el 24 de mayo de 1714.
Al mes siguiente de su llegada a Valencia, Pedro Rabassa pidió al Cabildo que se cubrieran las plazas vacantes de varios instrumentistas y enseguida se nombró un violinista. También se elaboró un nuevo reglamento para el buen funcionamiento de la capilla de música. Las primeras obras que Pedro Rabassa compuso como maestro de la catedral valenciana fueron unos villancicos que se interpretaron en la festividad de la Asunción de la Virgen en los que incorporó recitados y arias a las secciones de estribillo y coplas. De esta forma aunó la tradición hispánica del villancico con las secciones originarias de Italia y de moda en la música europea del Barroco. Pedro Rabassa consolidó en la catedral valenciana el uso de los recitados y arias para solista a través de sus villancicos policorales, obras que han sido apreciadas por estudiosos de la música valenciana como Vicente Ripollés y José Climent, y que se han podido editar recientemente.
Pedro Rabassa ocupó el puesto de mayor relevancia musical en Valencia y destacó entre todos los músicos que trabajaron por la geografía valenciana en el primer cuarto del siglo XVIII. Este hecho es cuantificable al observar la dispersión geográfica que alcanzaron sus obras musicales y también tras el estudio los textos manuscritos de varios poetas valencianos de la época (Francisco Figuerola, los hermanos Marco Antonio y José Ortí y Moles y sobre todo José Vicente Ortí y Mayor). Entre la treintena de músicos que trabajaron en el área levantina y que utilizaron estos textos en sus composiciones sobresalió Pedro Rabassa. Además este maestro dejó tras su etapa en Valencia varios músicos que fueron alumnos y discípulos suyos, entre los cuales destacó Manuel Just (1707-1789).
En 1724 Pedro Rabassa pasó a ocupar el magisterio en la Catedral de Sevilla sin necesidad de concurso oposición, gracias a los informes favorables de dos sochantres encargados de valorar a los candidatos. En los informes afirmaron que “aunque de todos había buenos informes, los había muy especiales del Maestro de Valencia D. Pedro Rabassa; y se habían confirmado con el Miserere de tan buen gusto que se había cantado este año, obra suya”. El Cabildo sevillano también pidió opinión al organista 1.º de su catedral, José Muñoz de Monserrat; al racionero tenor más antiguo, Martín Cortés; y al maestro de seises, Gregorio Santisso, que no se hallaba en Sevilla. Los dos primeros respondieron que les parecía que debía proponerse en primer lugar a Rabassa por ser su composición “más suave y airosa”, en segundo lugar al maestro de capilla de Jaén y en tercero al de Astorga. Esta opinión fue corroborada por muchos capitulares, que dijeron que “además de lo que se había visto en las obras de D. Pedro Rabassa, era pública su fama y ser de los primeros maestros que hay en España” y al que le acompañaban además “las apreciables circunstancias de ser muy modesto y juicioso sacerdote y de un genio apacible.” Tras estas inmejorables referencias ese mismo día, el 9 de junio de 1724, P. Rabassa fue nombrado maestro de capilla de la catedral sevillana. Un mes más tarde dejó Valencia y se instaló en Sevilla con su hermana Mariana y familia.
Al frente de la catedral hispalense, una de las más importantes de la península ibérica y referente litúrgico para las catedrales hispanoamericanas, permaneció P. Rabassa durante más de treinta años como maestro de capilla en activo y diez como maestro jubilado. El 20 de febrero de 1755 P. Rabassa pidió al Cabildo sevillano la jubilación por motivos de salud y éste, contento con su maestro, le jubiló dándole todas las ganancias de su prebenda como si hubiera estado a su servicio cuarenta años y le permitió asistir al coro cuando pudiera. El 9 de septiembre de 1757 P. Rabassa fue dispensado totalmente “por hallarse sumamente postrado con su avanzada edad y habituales accidentes, exponiendo igualmente el gran desvelo con que había procurado desempeñar su ministerio”. Tras su jubilación se convocaron oposiciones para cubrir la vacante y el puesto fue adjudicado de forma interina a Francisco Soler, que procedía de la catedral de Reus (Tarragona). P. Rabassa falleció diez años después, el 12 de diciembre de 1767, y fue enterrado dentro de la catedral de Sevilla como “racionero ejemplar”.

## La música de Pedro Rabassa: una visión de conjunto
El estilo musical de Pedro Rabassa puede enmarcarse dentro del Barroco tardío, aunque en algunas de sus obras no litúrgicas (a partir de 1730) se aprecia un cambio de gusto estético que se aproxima al estilo galante o pre-clásico.
En la producción musical de Pedro Rabassa es posible establecer dos etapas: 1.ª) inicios de su carrera musical en Barcelona y magisterio en las catedrales de Vic y Valencia, es decir, hasta 1724 y 2.ª) magisterio en la catedral de Sevilla desde 1724 hasta 1767.
La música de su primera época se caracteriza por la ambigüedad tonal y la reminiscencia modal y mensural en la paleografía musical; la incorporación de formas de importación italiana y de un estilo melismático propio del bel canto en sus obras no litúrgicas; la presencia de indicaciones de tempi en italiano y castellano; y por la utilización de una plantilla vocal amplia de 12 voces en tres coros, que gozaba de gran tradición en la catedral valenciana desde comienzos del Barroco. Durante su segunda etapa, la plantilla vocal se reduce a 8 voces en dos coros y a partir de la década de 1740 se aprecia una evolución hacia la denominada falsa policoralidad, con la duplicación de coros que actúan de refuerzo armónico; siguen apareciendo vestigios de la notación mensural y ambigüedades modales-tonales, especialmente en las obras latinas, aunque a medida que avanza el siglo XVIII el uso del sistema tonal va siendo más claro; la escritura instrumental se va independizando de la vocal; y las formas genuinamente hispánicas (estribillo y coplas) conviven con las formas de moda en la música italiana y europea (recitado y aria) y también con otras de importación francesa (minué).
El catálogo general elaborado de la obra de Pedro Rabassa recoge 300 obras musicales localizadas hasta el momento, de las cuales 299 son de música vocal con acompañamiento instrumental y la restante es una sonata para instrumento de teclado. De las obras vocales, 177 son en latín y 122 llevan el texto en castellano. Casi toda su producción es de música religiosa y sólo 4 son de temática profana. Se conservan incompletas 23 piezas y he localizado copias de 71 obras con versiones diferentes para una plantilla vocal o instrumental distinta a la original. No se descarta que puedan aparecer otras copias o nuevas obras de este maestro de capilla a medida que se vayan catalogando los fondos de las instituciones religiosas que todavía quedan por inventariar en España y Latinoamérica.
La plantilla vocal que utilizó Pedro Rabassa en sus composiciones fue muy variada y agrupó las voces en uno, dos, tres y, ocasionalmente, cuatro coros. Tanto en las obras en latín como en las que llevan texto en castellano la plantilla más frecuente es a 12 voces divididas en tres coros, el primero de ellos más agudo. En las obras latinas a la plantilla de 12 voces le sigue en frecuencia la de 8 voces divididas en dos coros y en las obras en castellano la de 4 voces. El primer coro de tímbrica aguda predomina en las obras latinas, cosa que no ocurre en las obras en castellano. Estas últimas, preferentemente las cantadas, presentan plantillas de 3, 2 y 1 voz.
En la producción vocal de P. Rabassa aparecen indicaciones para los siguientes instrumentos: órgano, arpa, bajón, clavecín y / o contrabajo, como acompañamiento continuo general; y también chirimía, dos flautas, dos violines, acompañamiento a los violines, violón y violonchelo. Algunas obras, fundamentalmente las conservadas en la catedral de Cádiz, aparecen con oboes y trompas que se añadieron con posterioridad a la muerte del compositor. La plantilla instrumental es más variada en las obras latinas y en las obras en castellano predomina la instrumentación con dos violines.

## La difusión y dispersión de las obras musicales de Pedro Rabassa
La difusión y dispersión de las obras musicales de Rabassa fue muy amplia y sus obras fueron copiadas e interpretadas a lo largo de los siglos XVIII y XIX. Cabe resaltar que hoy día las catedrales en las que Rabassa trabajó, Valencia y Sevilla, conservan menos de la mitad de las obras localizadas (132) y que su producción se halla en una veintena de instituciones españolas, europeas y americanas.
El estudio que he realizado y que aparece ampliado en otros trabajos muestra la enorme difusión de la producción musical de su etapa en Valencia con respecto al contexto general de su obra. La mayoría de las obras que compuso Pedro Rabassa durante su etapa valenciana al servicio de la catedral Metropolitana, se hallan hoy día en su archivo catedralicio (86). Sólo algunas obras latinas proceden del período que dicho compositor fue maestro en la catedral de Vic (3). Además, otros archivos musicales de la Comunidad Valenciana, como el Colegio del Corpus Christi y la catedral de Segorbe (Castellón) guardan obras de este músico (31). Además he podido localizar obras que pueden datarse entre 1714-1724 en un docena de lugares más donde Pedro Rabassa no trabajó, como las catedrales de Salamanca, Sevilla, Málaga, Teruel, Astorga (León) y las colegiatas de Roncesvalles, Olivares (Sevilla) y Jerez (Cádiz), lo que nos da una idea del interés que despertó su obra entre sus contemporáneos y la importancia de su etapa valenciana como período generador de obras que posteriormente se interpretaron en otras instituciones.
Las obras compuestas por P. Rabassa para la Catedral de Sevilla también gozaron de una amplia difusión en España y llegaron incluso a América. Cabe resaltar que dos de sus cantadas se hallan en bibliotecas de otros países de Europa, como Cardiff (Gran Bretaña) y Lisboa (Portugal). En San Francisco (Estados Unidos de América) se halla una de sus cantadas, pero sin duda lo más destacable son sus catorce piezas localizadas que se interpretaron en diversas catedrales latinoamericanas, entre ellas las de México, Puebla, Durango o Guatemala, y también en otras instituciones menores, como el Colegio de San Ignacio de Loyola de Ciudad de México.

## Teoría musical
Paralelamente a su labor como compositor, Pedro Rabassa recopiló su saber musical en una obra teórica, Guia para los principiantes que dessean perfeycionarse en la compossicion de la música. Esta obra de teoría musical estaba ya comenzada en 1720 y puede ser considerada como uno de los principales tratados musicales con intención pedagógica del Barroco hispánico. El manuscrito de esta obra se conserva hoy día en el archivo del Colegio del Corpus Christi de Valencia y de él se han localizado dos resúmenes parciales diferentes entre sí en Astorga y Barcelona.

## Otros músicos de apellido Rabassa, posiblemente familiares
- Petrum Arrabasta, organista y afinador (h. 1540-1581)
- Miquel Rabassa (-1646). Organista en Calella de Palafrugell.
- Ramón Rabassa, organista en Barcelona, enseó música a Pdor Rabassa (h.1693)
- Domènec Rabassa, escuela de Barcelona (1665-1670)
- Pedro Miguel Rabassa, maestro de capilla en Sevilla (1750-1753?) y Zafra (1753-1775)
- Miguel Rabassa, organista en Madrid (h. 1756-1787)
- Gaspar Rabassa, cantor en Sevilla (h. 1770-1789)
- Ceferino Rabassa, músico en Cádiz y Sevilla (1788-1821)
- Gaspar Rabassa, cantor en Sevilla (1809)
- Francesc Rabassa o Francis Rabassa, baterista acompañante de Serrat, y miembro de los conjuntos New Jazz Trio, Barcelona Traction y Teverano.